# Stylocordyla pellita
Stylocordyla pellita är en svampdjursart som först beskrevs av Topsent 1904.  Stylocordyla pellita ingår i släktet Stylocordyla och familjen Stylocordylidae. Inga underarter finns listade i Catalogue of Life.